# Cupa României la handbal feminin 1981-1982
Cupa României la handbal feminin 1981-1982 a fost a 5-a ediție a competiției de handbal feminin românesc organizată de Federația Română de Handbal (FRH) cu începere din 1978. CS Știința Bacău a câștigat trofeul după ce a învins în finală pe Constructorul Timișoara, cu scorul de 27-17. A fost al doilea trofeu de acest gen obținut de clubul băcăuan în istoria sa, după cel din 1980.

## Date și format
Competiția s-a desfășurat sub forma unui turneu în timpul campionatului intern, cu meciuri disputate pe teren neutru. Etapa I preliminară a avut loc între 17-20 decembrie 1981, Etapa a II-a principală între 5-7 februarie 1982, Etapa a III-a semifinală între 6-7 martie 1982, iar Etapa a IV-a finală pe 14 martie 1982.

## Etapa I preliminară
Echipele au fost împărțite în patru serii, fiecare serie fiind alcătuită din două grupe de câte trei echipe. Acestea au jucat câte un meci împotriva fiecărei adversare din grupă, în total două meciuri. După stabilirea ierarhiei în grupe, fiecare echipă a mai jucat câte un meci pentru stabilirea ierarhiei finale a seriei.
Partidele s-au desfășurat între 17 și 20 decembrie 1981.

### Seria I
Meciurile Seriei I s-au jucat în Sala Sporturilor din Sfântu Gheorghe.

#### Grupa A
| Poz. | Echipa             | J | V | E | Î | GM | GP | DG   | P |
| ---- | ------------------ | - | - | - | - | -- | -- | ---- | - |
| 1    | Rapid București    | 2 | 2 | 0 | 0 | 45 | 23 | + 22 | 6 |
| 2    | Voința Odorhei     | 2 | 1 | 0 | 1 | 32 | 32 | 0    | 4 |
| 3    | Tricotextil Sighet | 2 | 0 | 0 | 2 | 23 | 45 | - 22 | 2 |

#### Grupa B
| Poz. | Echipa              | J | V | E | Î | GM | GP | DG   | P |
| ---- | ------------------- | - | - | - | - | -- | -- | ---- | - |
| 1    | CSM Sfântu Gheorghe | 2 | 2 | 0 | 0 | 54 | 40 | + 14 | 6 |
| 2    | Textila Zalău       | 2 | 1 | 0 | 1 | 42 | 51 | - 9  | 4 |
| 3    | Spartac București   | 2 | 0 | 0 | 2 | 44 | 49 | - 5  | 2 |

Pentru stabilirea clasamentului final în cadrul Seriei I, echipele clasate pe locurile întâi în cele două grupe au mai jucat un meci una împotriva celeilalte, la fel și echipele clasate pe locurile doi, respectiv trei:
| 20 decembrie 1981 | Tricotextil Sighet | 30 - 17 | Spartac București | Sala Sporturilor, Sfântu Gheorghe |
| 20 decembrie 1981 |                    |         |                   | Sala Sporturilor, Sfântu Gheorghe |
| 20 decembrie 1981 |                    |         |                   | Sala Sporturilor, Sfântu Gheorghe |

| 20 decembrie 1981 | Voința Odorhei | 17 - 12 | Textila Zalău | Sala Sporturilor, Sfântu Gheorghe |
| 20 decembrie 1981 |                |         |               | Sala Sporturilor, Sfântu Gheorghe |
| 20 decembrie 1981 |                |         |               | Sala Sporturilor, Sfântu Gheorghe |

| 20 decembrie 1981 | Rapid București | 19 - 18 | CSM Sfântu Gheorghe | Sala Sporturilor, Sfântu Gheorghe |
| 20 decembrie 1981 |                 |         |                     | Sala Sporturilor, Sfântu Gheorghe |
| 20 decembrie 1981 |                 |         |                     | Sala Sporturilor, Sfântu Gheorghe |

### Seria a II-a
Meciurile Seriei a II-a s-au jucat în Sala Sporturilor Olimpia din Timișoara.

#### Grupa A
| Poz. | Echipa                  | J | V | E | Î | GM | GP | DG   | P |
| ---- | ----------------------- | - | - | - | - | -- | -- | ---- | - |
| 1    | Constructorul Timișoara | 2 | 2 | 0 | 0 | 59 | 30 | + 29 | 6 |
| 2    | Constructorul Hunedoara | 2 | 1 | 0 | 1 | 44 | 48 | - 4  | 4 |
| 3    | Argeșana Pitești        | 2 | 0 | 0 | 2 | 28 | 53 | - 25 | 2 |

#### Grupa B
| Poz. | Echipa                   | J | V | E | Î | GM | GP | DG   | P |
| ---- | ------------------------ | - | - | - | - | -- | -- | ---- | - |
| 1    | Chimistul Râmnicu Vâlcea | 2 | 2 | 0 | 0 | 59 | 41 | + 18 | 6 |
| 2    | Voința Galați            | 2 | 1 | 0 | 1 | 51 | 60 | - 9  | 4 |
| 3    | Gloria Bistrița          | 2 | 0 | 0 | 2 | 45 | 54 | - 9  | 2 |

Pentru stabilirea clasamentului final în cadrul Seriei a II-a, echipele clasate pe locurile întâi în cele două grupe au mai jucat un meci una împotriva celeilalte, la fel și echipele clasate pe locurile doi, respectiv trei:
| 20 decembrie 1981 | Argeșana Pitești | 16 - 18 | Gloria Bistrița | Sala Olimpia, Timișoara |
| 20 decembrie 1981 | (7-10)           |         |                 | Sala Olimpia, Timișoara |
| 20 decembrie 1981 |                  |         |                 | Sala Olimpia, Timișoara |

| 20 decembrie 1981 | Constructorul Hunedoara | 28 - 19 | Voința Galați | Sala Olimpia, Timișoara |
| 20 decembrie 1981 | (13-11)                 |         |               | Sala Olimpia, Timișoara |
| 20 decembrie 1981 |                         |         |               | Sala Olimpia, Timișoara |

| 20 decembrie 1981 | Constructorul Timișoara | 24 - 20 | Chimistul Rm. Vâlcea | Sala Olimpia, Timișoara |
| 20 decembrie 1981 | (10-11)                 |         |                      | Sala Olimpia, Timișoara |
| 20 decembrie 1981 |                         |         |                      | Sala Olimpia, Timișoara |

### Seria a III-a
Meciurile Seriei a III-a s-au jucat în Sala Sporturilor „Ceahlău” din Piatra Neamț.

#### Grupa A
| Poz. | Echipa        | J | V | E | Î | GM | GP | DG   | P |
| ---- | ------------- | - | - | - | - | -- | -- | ---- | - |
| 1    | CFR Craiova   | 2 | 2 | 0 | 0 | 44 | 30 | + 14 | 6 |
| 2    | AEM Timișoara | 2 | 1 | 0 | 1 | 39 | 38 | + 1  | 4 |
| 3    | Chimia Arad   | 2 | 0 | 0 | 2 | 28 | 44 | - 16 | 2 |

#### Grupa B
| Poz. | Echipa            | J | V | E | Î | GM | GP | DG  | P |
| ---- | ----------------- | - | - | - | - | -- | -- | --- | - |
| 1    | Relonul Săvinești | 2 | 1 | 0 | 1 | 48 | 44 | + 4 | 4 |
| 2    | IEFS București    | 2 | 1 | 0 | 1 | 45 | 44 | - 1 | 4 |
| 3    | Textila Ploiești  | 2 | 1 | 0 | 1 | 36 | 41 | - 5 | 4 |

Pentru stabilirea clasamentului final în cadrul Seriei a III-a, echipele clasate pe locurile întâi în cele două grupe au mai jucat un meci una împotriva celeilalte, la fel și echipele clasate pe locurile doi, respectiv trei:
| 20 decembrie 1981 | Chimia Arad | 24 - 8 | Textila Ploiești | Sala Sporturilor „Ceahlău”, Piatra Neamț |
| 20 decembrie 1981 |             |        |                  | Sala Sporturilor „Ceahlău”, Piatra Neamț |
| 20 decembrie 1981 |             |        |                  | Sala Sporturilor „Ceahlău”, Piatra Neamț |

| 20 decembrie 1981 | AEM Timișoara | 26 - 27 | IEFS București | Sala Sporturilor „Ceahlău”, Piatra Neamț |
| 20 decembrie 1981 |               |         |                | Sala Sporturilor „Ceahlău”, Piatra Neamț |
| 20 decembrie 1981 |               |         |                | Sala Sporturilor „Ceahlău”, Piatra Neamț |

| 20 decembrie 1981 | CFR Craiova | 23 - 20 | Relonul Săvinești | Sala Sporturilor „Ceahlău”, Piatra Neamț |
| 20 decembrie 1981 |             |         |                   | Sala Sporturilor „Ceahlău”, Piatra Neamț |
| 20 decembrie 1981 |             |         |                   | Sala Sporturilor „Ceahlău”, Piatra Neamț |

### Seria a IV-a
Meciurile Seriei a IV-a s-au jucat în Sala Victoria din Ploiești.

#### Grupa A
| Poz. | Echipa                  | J | V | E | Î | GM | GP | DG   | P |
| ---- | ----------------------- | - | - | - | - | -- | -- | ---- | - |
| 1    | Vulturul Ploiești       | 2 | 2 | 0 | 0 | 52 | 33 | + 19 | 6 |
| 2    | Industria Ușoară Oradea | 2 | 1 | 0 | 1 | 42 | 40 | + 2  | 4 |
| 3    | Filatura Focșani        | 2 | 0 | 0 | 2 | 29 | 50 | - 21 | 2 |

#### Grupa B
| Poz. | Echipa             | J | V | E | Î | GM | GP | DG   | P |
| ---- | ------------------ | - | - | - | - | -- | -- | ---- | - |
| 1    | Nitramonia Făgăraș | 2 | 1 | 0 | 1 | 38 | 23 | + 15 | 4 |
| 2    | Voința Sighișoara  | 2 | 1 | 0 | 1 | 28 | 39 | - 11 | 4 |
| 3    | Confecția Vaslui   | 2 | 1 | 0 | 1 | 28 | 32 | - 4  | 4 |

Pentru stabilirea clasamentului final în cadrul Seriei a IV-a, echipele clasate pe locurile întâi în cele două grupe au mai jucat un meci una împotriva celeilalte, la fel și echipele clasate pe locurile doi, respectiv trei:
| 20 decembrie 1981 | Filatura Focșani | 19 - 20 | Confecția Vaslui | Sala Victoria, Ploiești |
| 20 decembrie 1981 | (9-6)            |         |                  | Sala Victoria, Ploiești |
| 20 decembrie 1981 |                  |         |                  | Sala Victoria, Ploiești |

| 20 decembrie 1981 | Industria Ușoară Oradea | 24 - 21 | Voința Sighișoara | Sala Victoria, Ploiești |
| 20 decembrie 1981 | (12-10)                 |         |                   | Sala Victoria, Ploiești |
| 20 decembrie 1981 |                         |         |                   | Sala Victoria, Ploiești |

| 20 decembrie 1981 | Vulturul Ploiești | 19 - 16 | Nitramonia Făgăraș | Sala Victoria, Ploiești |
| 20 decembrie 1981 | (8-7)             |         |                    | Sala Victoria, Ploiești |
| 20 decembrie 1981 |                   |         |                    | Sala Victoria, Ploiești |

## Etapa a II-a principală
Echipele au fost împărțite în patru serii, fiecare serie fiind alcătuită din patru echipe. Acestea au jucat câte un meci împotriva fiecărei adversare din grupă, în total trei meciuri.
Partidele s-au desfășurat între 5 și 7 februarie 1982.

### Seria A
Meciurile Seriei A s-au jucat în Sala Sporturilor din Odorheiu Secuiesc.
| Poz. | Echipa                    | J | V | E | Î | GM | GP | DG   | P |
| ---- | ------------------------- | - | - | - | - | -- | -- | ---- | - |
| 1    | Confecția București       | 3 | 3 | 0 | 0 | 70 | 57 | + 13 | 9 |
| 2    | CS Mureșul Târgu Mureș    | 3 | 2 | 0 | 1 | 72 | 57 | + 15 | 7 |
| 3    | Vulturul Ploiești         | 3 | 1 | 0 | 2 | 52 | 71 | - 19 | 5 |
| 4    | Universitatea Cluj Napoca | 3 | 0 | 0 | 3 | 59 | 68 | - 9  | 3 |

### Seria B
Meciurile Seriei A s-au jucat în Sala Sporturilor din Alexandria.
| Poz. | Echipa                  | J | V | E | Î | GM | GP | DG   | P |
| ---- | ----------------------- | - | - | - | - | -- | -- | ---- | - |
| 1    | Constructorul Timișoara | 3 | 1 | 2 | 0 | 61 | 54 | + 7  | 7 |
| 2    | Textila Buhuși          | 3 | 1 | 1 | 1 | 56 | 59 | - 3  | 6 |
| 3    | TEROM Iași              | 3 | 1 | 1 | 1 | 65 | 58 | + 7  | 6 |
| 4    | Universitatea Timișoara | 3 | 1 | 0 | 2 | 49 | 60 | - 11 | 5 |

### Seria C
Meciurile Seriei C s-au jucat în Sala Sporturilor din Vaslui.
| Poz. | Echipa              | J | V | E | Î | GM | GP | DG   | P |
| ---- | ------------------- | - | - | - | - | -- | -- | ---- | - |
| 1    | CS Știința Bacău    | 3 | 3 | 0 | 0 | 67 | 50 | + 17 | 9 |
| 2    | Progresul București | 3 | 2 | 0 | 1 | 56 | 45 | + 11 | 7 |
| 3    | CSM Sibiu           | 3 | 1 | 0 | 2 | 48 | 58 | - 10 | 5 |
| 4    | Rapid București     | 3 | 0 | 0 | 3 | 48 | 66 | - 18 | 3 |

### Seria D
Meciurile Seriei D s-au jucat în Sala Sporturilor din Pitești.
| Poz. | Echipa                  | J | V | E | Î | GM | GP | DG   | P |
| ---- | ----------------------- | - | - | - | - | -- | -- | ---- | - |
| 1    | Rulmentul Brașov        | 3 | 3 | 0 | 0 | 91 | 74 | + 17 | 9 |
| 2    | Constructorul Baia Mare | 3 | 2 | 0 | 1 | 81 | 76 | + 5  | 7 |
| 3    | CFR Craiova             | 3 | 1 | 0 | 2 | 70 | 66 | + 4  | 5 |
| 4    | Hidrotehnica Constanța  | 3 | 0 | 0 | 3 | 60 | 86 | - 26 | 3 |

## Etapa a III-a semifinală
Echipele au fost împărțite în două serii, fiecare serie fiind alcătuită din patru echipe. Acestea au jucat câte un meci împotriva fiecărei adversare din grupă cu care nu s-au întâlnit în Etapa a II-a, în total două meciuri.
Partidele s-au desfășurat pe 6 și 7 martie 1982.

### Seria I
Meciurile Seriei I s-au jucat în Sala Sporturilor din Craiova.
| Poz. | Echipa                  | J | V | E | Î | GM | GP | DG   | P |
| ---- | ----------------------- | - | - | - | - | -- | -- | ---- | - |
| 1    | Constructorul Timișoara | 3 | 2 | 1 | 0 | 67 | 65 | + 17 | 8 |
| 2    | Confecția București     | 3 | 2 | 0 | 1 | 68 | 65 | + 3  | 7 |
| 3    | CS Mureșul Târgu Mureș  | 3 | 1 | 0 | 2 | 77 | 72 | + 5  | 5 |
| 4    | Textila Buhuși          | 3 | 0 | 1 | 2 | 63 | 72 | - 9  | 4 |

### Seria a II-a
Meciurile Seriei a II-a s-au jucat în Sala Polivalentă din Brăila.
| Poz. | Echipa                  | J | V | E | Î | GM | GP | DG   | P |
| ---- | ----------------------- | - | - | - | - | -- | -- | ---- | - |
| 1    | CS Știința Bacău        | 3 | 2 | 1 | 0 | 65 | 50 | + 15 | 8 |
| 2    | Rulmentul Brașov        | 3 | 2 | 1 | 0 | 63 | 58 | + 5  | 8 |
| 3    | Constructorul Baia Mare | 3 | 0 | 1 | 2 | 63 | 81 | - 18 | 4 |
| 4    | Progresul București     | 3 | 0 | 1 | 2 | 51 | 53 | - 2  | 4 |

## Etapa a IV-a finală

### Meciurile pentru locurile 5-8
Partidele pentru locurile 5-8 s-au desfășurat pe 14 martie 1982, în Sala Sporturilor din Focșani.

#### Meciul pentru locurile 7-8
| 14 martie 1982 | Textila Buhuși | 20 - 24 | Progresul București | Sala Sporturilor, Focșani |
| 14 martie 1982 | (9-12)         |         |                     | Sala Sporturilor, Focșani |
| 14 martie 1982 |                |         |                     | Sala Sporturilor, Focșani |

#### Meciul pentru locurile 5-6
| 14 martie 1982 | CS Mureșul Târgu Mureș | 20 - 27 | Constructorul Baia Mare | Sala Sporturilor, Focșani |
| 14 martie 1982 | (7-15)                 |         |                         | Sala Sporturilor, Focșani |
| 14 martie 1982 |                        |         |                         | Sala Sporturilor, Focșani |

### Meciurile pentru podium
Partidele pentru locurile 1-4 s-au desfășurat pe 14 martie 1982, în Sala Sporturilor Traian din Râmnicu Vâlcea.

#### Meciul pentru locurile 3-4
| 14 martie 1982 | Confecția București | 26 - 23 | Rulmentul Brașov | Sala Sporturilor Traian, Râmnicu Vâlcea |
| 14 martie 1982 | (13-10)             |         |                  | Sala Sporturilor Traian, Râmnicu Vâlcea |
| 14 martie 1982 |                     |         |                  | Sala Sporturilor Traian, Râmnicu Vâlcea |

#### Finala
| 14 martie 1982 | Constructorul Timișoara | 17 - 27 | CS Știința Bacău | Sala Sporturilor Traian, Râmnicu Vâlcea |
| 14 martie 1982 | (7-14)                  |         |                  | Sala Sporturilor Traian, Râmnicu Vâlcea |
| 14 martie 1982 |                         |         |                  | Sala Sporturilor Traian, Râmnicu Vâlcea |

## Podiumul final
Finala mare a fost o partidă dominată de Știința Bacău, care conducea la pauză cu 14-7. Echipa băcăuană a continuat și în repriza a doua să-și țină la distanță adversara, pe Constructorul Timișoara, și s-a impus în final cu un scor categoric, 27-17.
În finala mică echipa Confecția București s-a impus împotriva Rulmentului Brașov, 26-23, iar bucureștencele au câștigat astfel medaliile de bronz și și-au asigurat prezența în cupele europene.
|   | CS Știința Bacău        |
|   | Constructorul Timișoara |
|   | Confecția București     |
| 4 | Rulmentul Brașov        |

| CS Știința Bacău Al doilea titlu Echipa: Alice Pfefferkorn, Doina Kopacz, Ioana Vasîlcă, Maria Török, Laura Lupșor, Rița Florea, Elena Leonte, Georgeta Voinea, Adriana Hrișcu, Zenovia Stroe, Filofteia Călin, Viorica Vieru-Cătineanu, Lidia Păun. Antrenori: Eugen Bartha, Ioan Gerhard. |